# قطعنامه ۳۰۹ شورای امنیت
قطعنامه ۳۰۹ شورای امنیت سازمان ملل متحد که در تاریخ ۰۴ فوریه ۱۹۷۲ تصویب شد، سندی بین‌المللی دربارهٔ وضعیت نامبیا است. این قطعنامه طی نشست ۱٬۶۳۸ام
با ۱۴ موافق،۰ مخالف و۰ ممتنع تصویب شد.